# Agostino Falivene
Agustín Falivene (en italiano: Agostino Falivene) original de Giffoni en la provincia de Salerno, conocido como Agustín de Salerno, de la Orden de los Siervos de María, fue obispo de la isla de Capri desde el 25 de septiembre de 1528 hasta el 24 de abril de 1534 en que el papa Pablo III lo transfiere a la isla de Isquia (Ischia en italiano), donde muere en 1548. Sus restos descansan en la cripta del castillo de Ischia.
| Predecesor: Angel de Arezzo    | Cogobernador de la Orden de los Servitas 1522 - 1523 | Sucesor: Jerònimo de Luca   |
| Predecesor: Eusebio de Granito | Obispo de Capri 1528 - 1534                          | Sucesor: Angelo Baretta     |
| Predecesor: Donato Strineo     | Obispo de Isquia 1534 - 1548                         | Sucesor: Francesc Gutierrez |